# Dundas Islands
De Dundas Islands zijn een eilandengroep in het westen van Brits-Columbia in Canada.

## Geografie
De eilandengroep ligt voor de westkust van Canada met ten noorden ervan de Dundas Passage, ten oosten de Chatham Sound, ten zuiden de Brown Passage en ten westen de Dixon Entrance. De eilandengroep bestaat uit diverse kleinere eilanden en een aantal grotere:
- Dundas Island
- Baron Island
- Dunira Island
- Melville Island

De wateren rond de eilanden liggen in de mariene ecoregio Noord-Amerikaans Pacifisch Fjordland.

## Geschiedenis
De archipel werd in 1792 vernoemd door kapitein George Vancouver ter ere van Henry Dundas (1742-1811), die in 1802 de titel van burggraaf Melville kreeg en ook Baron Dunira werd genoemd. De Dundas Islands werden oorspronkelijk door Vancouver gezien als één eiland dat hij Dundas's Island noemde.